# Ménigoute
Ménigoute – miejscowość i gmina we Francji, w regionie Nowa Akwitania, w departamencie Deux-Sèvres.
Według danych na rok 1990 gminę zamieszkiwało 895 osób, a gęstość zaludnienia wynosiła 47 osób/km² (wśród 1467 gmin regionu Poitou-Charentes Ménigoute plasuje się na 347. miejscu pod względem liczby ludności, natomiast pod względem powierzchni na miejscu 431.).